# بيكتونيكا (إلينوي)
بيكتونيكا (بالإنجليزية: Pecatonica)‏ هي قرية تقع في الولايات المتحدة في إلينوي. يقدر عدد سكانها بـ 2,195 نسمة .

## التركيبة السكانية
حدّد مكتب تعداد الولايات المتحدة بيانات التركيبة السكانية لبيكتونيكا في تعداد الولايات المتحدة. في ما يلي، التركيبة السكانية حسب تعدادي 2000 و2010.

### تعداد عام 2000
بلغ عدد سكان بيكتونيكا 1,997 نسمة بحسب تعداد عام 2000، وبلغ عدد الأسر 791 أسرة وعدد العائلات 580 عائلة مقيمة في القرية. في حين سجلت الكثافة السكانية 596.1 نسمة لكل كيلومتر مربع (1,543.9/ميل2). وبلغ عدد الوحدات السكنية 827 وحدة بمتوسط كثافة قدره 246.9 لكل كيلومتر مربع (639.5/ميل2).
وتوزع التركيب العرقي للقرية بنسبة 98.35% من البيض و0.25% من الأمريكيين الأفارقة و0.15% من الأمريكيين الأصليين و0.10% من الأمريكيين ذوي الأصول الآسيوية و0.25% من الأعراق الأخرى و0.90% من عرقين مختلطين أو أكثر و0.60% من الهسبانيون أو اللاتينيون من أي عرق.
بلغ عدد الأسر 791 أسرة كانت نسبة 40.6% منها لديها أطفال تحت سن الثامنة عشر تعيش معهم، وبلغت نسبة الأزواج القاطنين مع بعضهم البعض 60.7% من أصل المجموع الكلي للأسر، ونسبة 8.8% من الأسر كان لديها معيلات من الإناث دون وجود شريك،  بينما كانت نسبة 3.8% من الأسر لديها معيلون من الذكور دون وجود شريكة وكانت نسبة 26.7% من غير العائلات. تألفت نسبة 23.4% من أصل جميع الأسر من عدة أفراد يعيشون في نفس المنزل ونسبة 11.9% كانت تتألف من شخص يعيش بمفرده يبلغ من العمر 65 عاماً أو أكثر. وبلغ متوسط حجم الأسرة المعيشية 2.52، أما متوسط حجم العائلات فبلغ 2.97.
بلغ العمر الوسطي للسكان 37.4 عاماً. وكانت نسبة 27.2% من القاطنين تحت سن الثامنة عشر، وكانت نسبة 6.1% بين الثامنة عشر والرابعة والعشرين عاماً، ونسبة 30.8% كانت واقعةً في الفئة العمرية ما بين الخامسة والعشرين والرابعة والأربعين عاماً، ونسبة 20.9% كانت ما بين الخامسة والأربعين والرابعة والستين، ونسبة 14.9% كانت ضمن فئة الخامسة والستين عاماً فما فوق. يوجد لكل 100 أنثى 91.4 ذكر، ويوجد لكل 100 أنثى في الثامنة عشر من عمرها فما فوق 89.8 ذكر.
بلغ متوسط دخل الأسرة في القرية 47,361 دولارًا، أما متوسط دخل العائلة فبلغ 55,086 دولارًا. وكان متوسط دخل الذكور 40,900 دولارًا مقابل 27,143 دولارًا للإناث. وسجل دخل الفرد الخاص بالقرية 20,420 دولارًا. وكانت نسبة 3.6% من العائلات ونسبة 4.7% من السكان تحت خط الفقر، وكان من هؤلاء نسبة 5.7% تحت سن الثامنة عشر ونسبة 8.2% في الخامسة والستين من العمر وما فوق.

### تعداد عام 2010
بلغ عدد سكان بيكتونيكا 2,195 نسمة بحسب تعداد عام 2010، وبلغ عدد الأسر 874 أسرة وعدد العائلات 615 عائلة مقيمة في القرية. في حين سجلت الكثافة السكانية 655.2 نسمة لكل كيلومتر مربع (1,697.0/ميل2). وبلغ عدد الوحدات السكنية 923 وحدة بمتوسط كثافة قدره 275.5 لكل كيلومتر مربع (713.5/ميل2).
وتوزع التركيب العرقي للقرية بنسبة 97.72% من البيض و0.18% من الأمريكيين الأفارقة و0.32% من الأمريكيين ذوي الأصول الآسيوية و0.55% من الأعراق الأخرى و1.23% من عرقين مختلطين أو أكثر و1.46% من الهسبانيون أو اللاتينيون من أي عرق.
بلغ عدد الأسر 874 أسرة كانت نسبة 35.6% منها لديها أطفال تحت سن الثامنة عشر تعيش معهم، وبلغت نسبة الأزواج القاطنين مع بعضهم البعض 54.6% من أصل المجموع الكلي للأسر، ونسبة 11.8% من الأسر كان لديها معيلات من الإناث دون وجود شريك،  بينما كانت نسبة 4% من الأسر لديها معيلون من الذكور دون وجود شريكة وكانت نسبة 29.6% من غير العائلات. تألفت نسبة 25.6% من أصل جميع الأسر من عدة أفراد يعيشون في نفس المنزل ونسبة 12.2% كانت تتألف من شخص يعيش بمفرده يبلغ من العمر 65 عاماً أو أكثر. وبلغ متوسط حجم الأسرة المعيشية 2.51، أما متوسط حجم العائلات فبلغ 3.01.
بلغ العمر الوسطي للسكان 38.1 عاماً. وكانت نسبة 26.5% من القاطنين تحت سن الثامنة عشر، وكانت نسبة 7.2% بين الثامنة عشر والرابعة والعشرين عاماً، ونسبة 25% كانت واقعةً في الفئة العمرية ما بين الخامسة والعشرين والرابعة والأربعين عاماً، ونسبة 26.9% كانت ما بين الخامسة والأربعين والرابعة والستين، ونسبة 14.4% كانت ضمن فئة الخامسة والستين عاماً فما فوق. وتوزع التركيب الجنسي للسكان بنسبة 47.9% ذكور و52.1% إناث.